# Inez Regnier
Pour les articles homonymes, voir Régnier.
Inez Regnier (née le 24 juin 1945 à Passau) est une monteuse allemande.

## Biographie
Elle collabore plusieurs fois avec Helmut Dietl et Doris Dörrie. En 1997, elle reçoit le Deutscher Filmpreis du meilleur montage pour Rossini et Echte Kerle.

## Filmographie
- 1974-1975 : Münchner Geschichten (de) (série télévisée)
- 1975 : Eine Frau zieht ein (TV)
- 1976 : Paule Pauländer (de)
- 1976 : Fluchtversuch
- 1978 : Amore
- 1979 : Ein komischer Heiliger
- 1979 : Nuits arabes (de)
- 1980 : Flitterwochen
- 1983 : Monaco Franze (de) (série télévisée)
- 1986 : Die zwei Gesichter des Januars
- 1986 : Kir Royal (série télévisée, 3 des 6 épisodes)
- 1990 : La sœur dans l'ombre (TV)
- 1990 : Der Rausschmeißer
- 1990 : Absturz (TV)
- 1994 : Keiner liebt mich (de)
- 1995 : Das Flittchen und der Totengräber
- 1996 : Echte Kerle
- 1997 : Rossini
- 1997 : Winterkind (TV)
- 1998 : Bin ich schön? (de)
- 1999 : Late Show
- 1999 : Illumination garantie
- 2000 : Liebst du mich (TV)
- 2001 : L'Affaire Vera Brühne (de) (TV)
- 2001 : Und morgen Italien (TV)
- 2002 : Le Défi
- 2004 : Ein seltsames Paar (TV)
- 2005 : Vom Suchen und Finden der Liebe
- 2005 : Der Fischer und seine Frau (de)
- 2008 : Cherry Blossoms
- 2010 : Die Friseuse
- 2010 : Klimawechsel (de) (série télévisée, 6 épisodes)
- 2012 : Glück
- 2014 : Alles inklusive (de)

## Source de traduction
- (de) Cet article est partiellement ou en totalité issu de l’article de Wikipédia en allemand intitulé « Inez Regnier » (voir la liste des auteurs).

1. ↑  (en) Stephen Brockmann, A Critical History of German Film, Camden House, 2010, 522 p. (lire en ligne), p. 447